# 辻文香
辻 文香（つじ ふみか、10月14日 - ）は、元山陽放送のアナウンサー。

## 来歴
岡山県岡山市出身。山陽女子高等学校、早稲田大学卒業。
大学を卒業後、2006年に山陽放送に入社。同期の宮武将吾とともに同局のアナウンサーになる。
2009年に報道部所属となり、記者を兼務することとなった。
結婚のため、2011年9月30日をもって山陽放送を退社した。

## 担当番組

### ラジオ番組
- 石田好伸の通勤ラジオ絶好調!
- にっちもさっちもラジオヤジ
- おかやま・そこが知りたい！
- ラヴ・アンダンテ

### テレビ番組
- アレアレRSK
- イブニングDonDon
- RSKイブニングニュース - 「辻文香のタイムスリップ」ナビゲーター（2009年4月から）[3]